# Blaesoxipha panfilovi
Blaesoxipha panfilovi är en tvåvingeart som beskrevs av Boris Borisovitsch Rohdendorf och Yu. G. Verves 1979. Blaesoxipha panfilovi ingår i släktet Blaesoxipha och familjen köttflugor. Inga underarter finns listade i Catalogue of Life.